# Stellwerk und Schrankenwärterhaus (Hadamar)

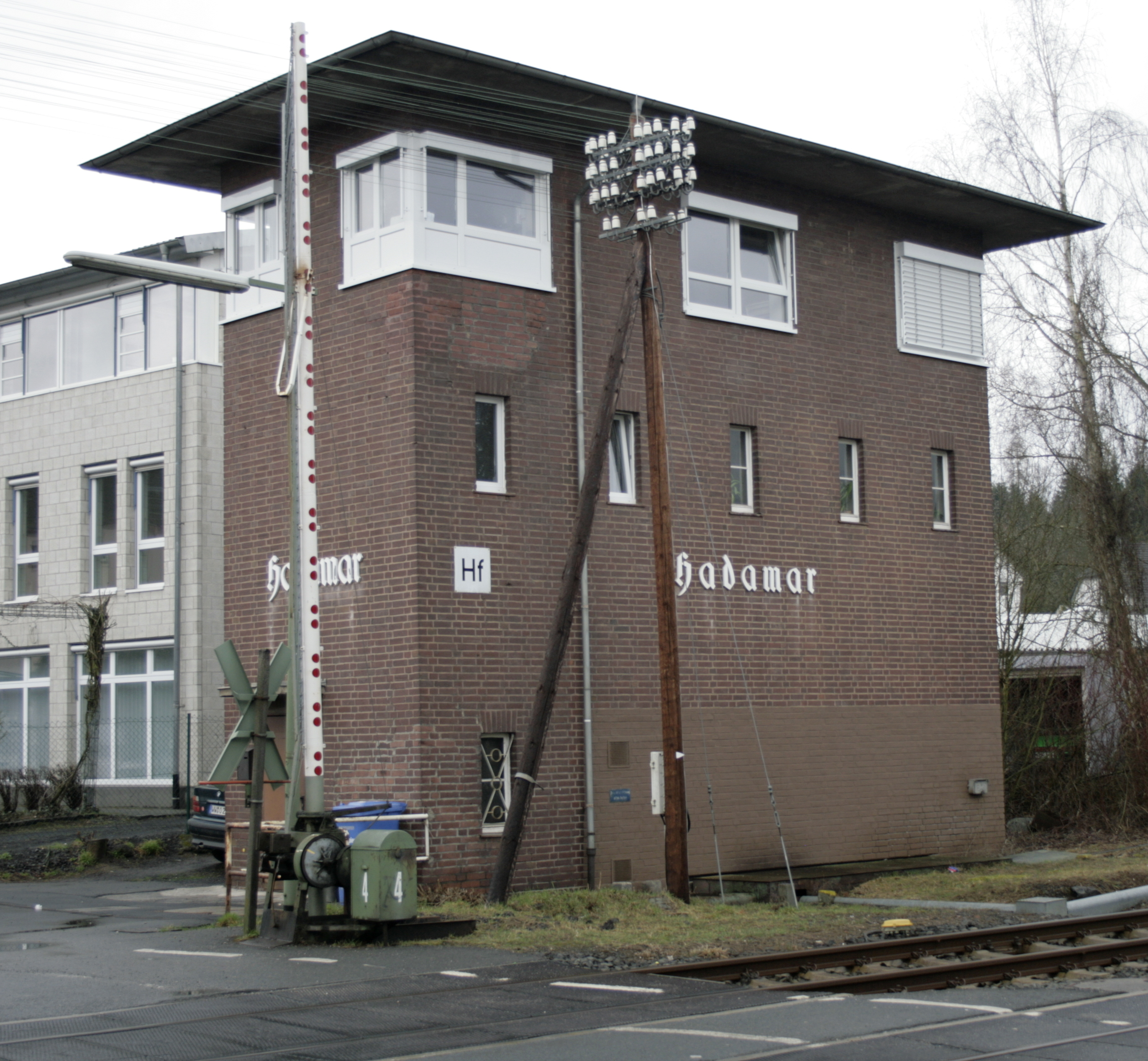
Stellwerk und Schrankenwärterhaus in Hadamar

Das Stellwerk und Schrankenwärterhaus in Hadamar, einer Stadt im mittelhessischen Landkreis Limburg-Weilburg, wurde um 1930 errichtet. Das Stellwerk und Schrankenwärterhaus an der Neuen Chaussee ist ein geschütztes Kulturdenkmal.
Der kubische Zweckbau im Stil der Neuen Sachlichkeit der 1920er Jahre besteht aus hartgebranntem Klinkermauerwerk ohne Sockel mit einer eckauflösenden Fensterfolge unter der weit überstehenden Dachplatte. Das Bauwerk wurde nur geringfügig verändert.
Das Stellwerk und Schrankenwärterhaus besetzt mit anderen Bauten den offenen Eingangsbereich vor der Altstadt.